# بيداء أفنان
بيداء أفنان هي المستشارة السابقة لبعثة العراق الدائمة لدى الأمم المتحدة. ومثلت العراق في اللجنة الثالثة للجمعية العامة للأمم المتحدة (المعنية بالشؤون الاجتماعية والثقافية والإنسانية) وأيضًا في لجنة الأمم المتحدة المعنية بوضع المرأة. وفي هذا المنصب، كانت «أحد المندوبين المسؤولين مسؤولية مباشرة» عن إدراج المادة 3 من العهد الدولي الخاص بالحقوق المدنية والسياسية (الجزء الأول) التي تكفل «المساواة بين الرجل والمرأة في التمتع بجميع الحقوق المدنية والسياسية» الواردة فيه.
في الخمسينات من القرن العشرين، عملت كملحق صحفي لسفارة العراق في واشنطن العاصمة، وحافظت على علاقة ودية مع إليانور روزفلت.